# Гергард Больдт
Ґергард Больдт (нім. Gerhard Boldt; 24 січня 1918, Любек — 7 травня 1981, Любек) — німецький офіцер, ротмістр резерву вермахту. Кавалер Лицарського хреста Залізного хреста.

## Біографія
Учасник Французької кампанії і боїв на радянсько-німецькому фронті. В кінці 1944 року перейшов у відділ іноземних армій Сходу під керівництвом Рейнхарда Гелена, згодом призначений першим офіцером Генштабу сухопутних військ. З лютого 1945 року працював у рейхсканцелярії та фюрербункері. 30 квітня 1945 року разом із ад'ютантом начальника Генштабу сухопутних військ Берндом Фрейтагом фон Лорінґгофеном покинув фюрербункер. Ховаючись у лісі, Больдт спробував покінчити з собою, прийнявши велику дозу морфію, однак Лорінґгофен врятував його, змусивши виблювати наркотик. Зрештою обоє змогли втекти на Захід і здалися британським військам.

## Нагороди
- Залізний хрест 2-го і 1-го класу
- Нагрудний знак «За поранення»
  - в чорному (18 листопада 1940)
  - в сріблі (11 жовтня 1941)
  - в золоті (10 січня 1943)
- Нагрудний знак «За участь у загальних штурмових атаках» 1-го ступеня (1 березня 1942)
- 2 нарукавних знаки «За знищений танк» (5 березня і 5 жовтня 1942)
- Лицарський хрест Залізного хреста (18 квітня 1943) — як обер-лейтенант резерву і командир 3-ї роти 158-го розвідувального дивізіону.
- Нагрудний знак ближнього бою в бронзі (1 січня 1943)